# A Live Record
A Live Record es el primer álbum en directo, del grupo de rock progresivo Camel publicado en 1978. Fue lanzado en formato de doble LP con tomas de tres tours diferentes, realizados en los años 1974, 1975 y 1977.
El primero de ellos se centra en temas de los discos Mirage, Moonmadness y Rain Dances, mientras que el segundo de ellos se centra exclusivamente en las ejecuciones de The Snow Goose

## Creación
La gira tras la salida al mercado del álbum Rain Dances fue una de las más exitosas de Camel y el grupo fue acompañado por una Unidad Móvil de grabación con la intención de editar un álbum en vivo para celebrar el 5º Aniversario. 
Por aquella época, era norma de uso que los grupos de Rock editaran doble álbumes Long Play en vivo de alguna de sus actuaciones memorables. Pero a diferencia de otras bandas, Camel optó por un doble disco con actuaciones de diferentes épocas de la banda, de esta manera, en el primer vinilo recoge las actuaciones de la gira de Rain Dances más dos cortes de 1974 grabados en el emblemático Marquee Club Londinense. Por otra lado, el segundo vinilo, es la obra completa de su disco The Snow Goose en el prestigioso Royal Albert Hall de la capital inglesa junto a la Orquesta Sinfónica de Londres el 17 de octubre de 1975.
Una edición en Compact Disc de 2002 remasterizada recupera muchos de los temas que en su día quedaron fuera de la primera edición, especialmente los correspondientes a la gira de 1977.

## Lista de temas

### Disco uno
1. "Never Let Go" (Latimer) - 7:29
2. "Song Within a Song" (Bardens, Latimer) - 7:09
  - Temas grabados en el Hammersmith Odeon, Londres, octubre de 1977.
3. "Lunar Sea" (Bardens, Latimer) - 9:01
  - Grabado en Colston Hall, Bristol, octubre de 1977.
4. "Skylines" (Bardens, Latimer, Ward) - 5:43
  - Grabado en la Leeds, octubre de 1977.
5. "Ligging at Louis' " (Bardens) - 6:39
6. "Lady Fantasy: Encounter/Smiles for You/Lady Fantasy" (Bardens, Ferguson, Latimer, Ward) - 14:27

- Temas grabados en el Marquee, Londres, octubre de 1974.

### Disco dos
- Todos los temas por Peter Bardens y Andrew Latimer.

1. "The Great Marsh" - 1:45
2. "Rhayader" - 3:08
3. "Rhayader Goes to Town" - 5:12
4. "Sanctuary" - 1:10
5. "Fritha" - 1:22
6. "The Snow Goose" - 3:03
7. "Friendship" - 1:39
8. "Migration" - 3:52
9. "Rhayader Alone" - 1:48
10. "Flight of the Snow Goose" - 2:59
11. "Preparation" - 4:11
12. "Dunkirk" - 5:28
13. "Epitaph" - 2:34
14. "Fritha Alone" - 1:24
15. "La Princesse Perdue" - 4:44
16. "The Great Marsh" - 2:27

- Todos los temas grabados en Royal Albert Hall, Londres, octubre de 1975.

## Intérpretes
- Andrew Latimer: Guitarra, Flauta, Voces
- Peter Bardens: Teclados
- Doug Ferguson: Bajo (discos uno: 5, 6 / disco dos)
- Andy Ward: Batería, Percusón
- Mel Collins: Saxofones, Flauta (disco uno: 1, 2, 3, 4)
- Richard Sinclair: Bajo, Voces (disco uno: 1, 2, 3, 4)

- Datos: Q1755792